# カリスト (小惑星)
カリスト (204 Kallisto) は、小惑星帯に位置する、明るい色をした典型的なS型小惑星の一つ。
1879年10月8日にオーストリアの天文学者、ヨハン・パリサがポーラ（現クロアチア領プーラ）で発見した。
ギリシア神話に登場するニンフの一人カリストーにちなんで命名された。これは木星の衛星カリスト (Callisto) と同じ語源だが、綴りは異なる。
2002年12月に岩手県で掩蔽が観測された。